# Młodzieżowe Mistrzostwa Polski w Lekkoatletyce 2002
19. Młodzieżowe Mistrzostwa Polski w Lekkoatletyce – zawody lekkoatletyczne dla sportowców do lat 23 organizowane pod egidą Polskiego Związku Lekkiej Atletyki, które odbyły się od 24 do 25 sierpnia 2002 roku w Krakowie. 

## Rezultaty

### Mężczyźni
| Konkurencja:                  | 1. miejsce                                                                           | Rezultat   | 2. miejsce                                                                               | Rezultat   | 3. miejsce                                                                                 | Rezultat    |
| Bieg na 100 m                 | Marcin Jędrusiński Olimpia Poznań                                                    | 10,37 PB   | Łukasz Chyła SKLA Sopot                                                                  | 10,48      | Marcin Niewiara AZS-AWF Wrocław                                                            | 10,62       |
| Bieg na 200 m                 | Marcin Jędrusiński Olimpia Poznań                                                    | 20,77      | Łukasz Chyła SKLA Sopot                                                                  | 21,00 SB   | Erwin Waszkowiak Podlasie Białystok                                                        | 21,06 PB    |
| Bieg na 400 m                 | Rafał Wieruszewski Orkan Wielkopolska                                                | 46,14 SB   | Marcin Marciniszyn AZS-AWF Wrocław                                                       | 46,61      | Piotr Klimczak AZS-AWF Kraków                                                              | 47,12 SB    |
| Bieg na 800 m                 | Patrycjusz Szwajnoch Start Otwock                                                    | 1:50,40 PB | Przemysław Bobrowski Agros Zamość                                                        | 1:50,46    | Adrian Otoliński Truso Elbląg                                                              | 1:50,72     |
| Bieg na 1500 m                | Tomasz Babiszkiewicz Astra Nowa Sól                                                  | 3:46,75    | Przemysław Bobrowski Agros Zamość                                                        | 3:47,12 PB | Artur Kern Unia Hrubieszów                                                                 | 3:47,35 PB  |
| Bieg na 5000 m                | Jakub Czaja SKLA Sopot                                                               | 14:18,37   | Tomasz Miśkowiec Ekspres Katowice                                                        | 14:21,24   | Paweł Ochal Zawisza Bydgoszcz                                                              | 14:25,60 SB |
| Bieg na 10 000 m              | Jakub Burghardt LKS Mielec                                                           | 30:17,50   | Tomasz Miśkowiec Ekspres Katowice                                                        | 30:25,95   | Paweł Ochal Zawisza Bydgoszcz                                                              | 30:59,87    |
| Bieg na 3000 m z przeszkodami | Jakub Czaja SKLA Sopot                                                               | 8:46,37    | Grzegorz Walaszek Astra Nowa Sól                                                         | 8:53,96    | Sylwester Hryniewicki Podlasie Białystok                                                   | 8:56,30 PB  |
| Bieg na 110 m przez płotki    | Bartłomiej Szymański Orkan Wielkopolska                                              | 14,30 SB   | Marcin Bodzek AZS-AWF Kraków                                                             | 14,43      | Mariusz Kubaszewski Maraton Turek                                                          | 14,54 SB    |
| Bieg na 400 m przez płotki    | Marek Motyka AZS-AWF Katowice                                                        | 51,38 PB   | Zenon Miśtak AZS-AWF Katowice                                                            | 51,50 SB   | Roman Kuśmierczak AZS-AWF Wrocław                                                          | 52,07 SB    |
| Sztafeta 4 × 100 m            | Olimpia Poznań Piotr Dzwoniarski Jakub Herold Marcin Marcinkowski Marcin Jędrusiński | 40,91      | Podlasie Białystok Daniel Łempicki Janusz Błaszczuk Wojciech Niczyporuk Erwin Waszkowiak | 41,24      | AZS-AWF Kraków Piotr Klimczak Marcin Bodzek Grzegorz Zajączkowski Przemysław Pochopień     | 42,21       |
| Sztafeta 4 × 400 m            | AZS-AWF Katowice Marek Motyka Zenon Miśtak Dawid Grzegorczyk Robert Ryszka           | 3:12,09    | AZS-AWF Wrocław Łukasz Jabłoński Roman Kuśmierczak Artur Milczarek Marcin Marciniszyn    | 3:12,60    | Orkan Wielkopolska Bartłomiej Szymański Marcin Kulczak Piotr Kubalewski Rafał Wieruszewski | 3:17,35     |
| Chód na 20 km                 | Benjamin Kuciński AZS-AWF Katowice                                                   | 1:25:11    | Kamil Kalka Gwda Piła                                                                    | 1:25:37    | Rafał Dyś Victoria Stalowa Wola                                                            | 1:27:03     |
| Skok wzwyż                    | Robert Wolski MKLA Łęczyca                                                           | 2,22 PB    | Aleksander Waleriańczyk Wawel Kraków                                                     | 2,18       | Emilian Kaszczyk AZS Łódź                                                                  | 2,10        |
| Skok o tyczce                 | Paweł Szczyrba Skra Warszawa                                                         | 5,30       | Daniel Nowocin Skra Warszawa                                                             | 4,80       | Marcin Wanat Skra Warszawa                                                                 | 4,50 PB     |
| Skok w dal                    | Radosław Jędrzejewski Agros Zamość                                                   | 7,47       | Tomasz Mateusiak Skra Warszawa                                                           | 7,46       | Konrad Katarzyński AZS-AWF Kraków                                                          | 7,42        |
| Trójskok                      | Konrad Katarzyński AZS-AWF Kraków                                                    | 15,59      | Maciej Siwik Start Grażka Łódź                                                           | 15,44 PB   | Bartosz Kubik Stal Ostrów Wlkp.                                                            | 15,08 PB    |
| Pchnięcie kulą                | Tomasz Chrzanowski Warszawianka                                                      | 18,75      | Tomasz Majewski Skra Warszawa                                                            | 17,63      | Radosław Olszewski Podlasie Białystok                                                      | 16,55       |
| Rzut dyskiem                  | Wojciech Kondratowicz AZS-AWF Gorzów                                                 | 48,96      | Marcin Przybyłkowicz Lechia Tomaszów Maz.                                                | 47,35 PB   | Mariusz Łuczak AZS-AWF Wrocław                                                             | 47,02 PB    |
| Rzut młotem                   | Wojciech Kondratowicz AZS-AWF Gorzów                                                 | 71,67      | Krzysztof Kozłowski AZS-AWF Gorzów                                                       | 63,05      | Marcin Fernówka Zawisza Bydgoszcz                                                          | 58,40       |
| Rzut oszczepem                | Waldemar Kliś Sprint Bielsko-Biała                                                   | 68,66      | Artur Orłowski Błękitni Osowa Sień                                                       | 68,65 PB   | Tomasz Rój Start Lublin                                                                    | 65,90       |
| Dziesięciobój                 | Michał Zblewski SKLA Sopot                                                           | 7081 pkt.  | Grzegorz Kinal Śląsk Wrocław                                                             | 6679 pkt.  | Sebastian Dziedzic Sparta Stalowa Wola                                                     | 6608 pkt.   |

### Kobiety
| Konkurencja:               | 1. miejsce                                                                    | Rezultat     | 2. miejsce                                                                                | Rezultat   | 3. miejsce                                                                              | Rezultat   |
| Bieg na 100 m              | Beata Szkudlarz AZS-AWF Biała Podlaska                                        | 11,51        | Daria Onyśko AZS-AWF Poznań                                                               | 11,55 PB   | Dorota Dydo Olimpia Poznań                                                              | 11,69      |
| Bieg na 200 m              | Beata Szkudlarz AZS-AWF Biała Podlaska                                        | 23,63 PB     | Daria Onyśko AZS-AWF Poznań                                                               | 23,74      | Dorota Dydo Olimpia Poznań                                                              | 23,83 PB   |
| Bieg na 400 m              | Monika Bejnar Warszawianka                                                    | 53,00 PB     | Justyna Karolkiewicz Pogoń Siedlce                                                        | 53,24      | Ewa Klarecka Zawisza Bydgoszcz                                                          | 53,52 PB   |
| Bieg na 800 m              | Joanna Kaczor Znicz Biłgoraj                                                  | 2:06,31      | Joanna Buza Start Lublin                                                                  | 2:06,40    | Justyna Lesman Olimpia Poznań                                                           | 2:07,20 PB |
| Bieg na 1500 m             | Joanna Kaczor Znicz Biłgoraj                                                  | 4:15,78 PB   | Joanna Buza Start Lublin                                                                  | 4:15,84 PB | Justyna Lesman Olimpia Poznań                                                           | 4:16,32 PB |
| Bieg na 5000 m             | Monika Drybulska Olimpia Poznań                                               | 16:11,43 PB  | Julia Budniak AZS-AWF Wrocław                                                             | 16:33,09   | Karolina Jarzyńska AZS-AWF Wrocław                                                      | 16:37,60   |
| Bieg na 10 000 m           | Monika Drybulska Olimpia Poznań                                               | 33:33,17     | Kalina Szteyn Olimpia Poznań                                                              | 34:19,81   | Patrycja Włodarczyk AZS-AWF Wrocław                                                     | 35:09,31   |
| Bieg na 100 m przez płotki | Justyna Szulc ŁKS Łódź                                                        | 13,53        | Joanna Grzesiak AZS-AWF Gdańsk                                                            | 13,89      | Zuzanna Orłowska AZS-AWF Wrocław                                                        | 13,91      |
| Bieg na 400 m przez płotki | Karolina Tłustochowska AZS-AWF Wrocław                                        | 58,46        | Ewelina Sętowska AZS-AWF Warszawa                                                         | 59,43      | Dominika Stokowska Błękitni Osowa Sień                                                  | 1:00,52    |
| Sztafeta 4 × 100 m         | Skra Warszawa Anna Radoszewska Amelia Nowak Monika Bejnar Ilona Szymerska     | 45,85        | AZS-AWF Wrocław Iwona Dorobisz Zuzanna Orłowska Anita Hennig Joanna Szczepan              | 48,81      | AZS-AWF Katowice Marzena Wolska Małgorzata Górecka Katarzyna Stopa Izabela Finke        | 47,99      |
| Sztafeta 4 × 400 m         | AZS-AWF Wrocław Anna Zagórska Edyta Butor Karolina Tłustochowska Anita Hennig | 3:42,94      | Olimpia Poznań Agnieszka Skośkiewicz Karolina Wachowiak Beata Zajączkowska Justyna Lesman | 3:49,81    | AZS-AWF Kraków Dominika Narewska Barbara Gruca Magdalena Deptuch Agnieszka Jaskurzyńska | 3:57,50    |
| Chód na 10 km              | Joanna Baj AZS-AWF Biała Podlaska                                             | 46:27        | Wioletta Spychalska Agros Zamość                                                          | 47:58      | Maria Baj AZS-AWF Biała Podlaska                                                        | 50:00      |
| Skok wzwyż                 | Leonarda Prażmowska Błękitni Osowa Sień                                       | 1,81 PB      | Marta Borkowska AZS Lublin                                                                | 1,77       | Patrycja Rataj SKLA Sopot Aldona Sobolewska AZS-AWF Gorzów                              | 1,67       |
| Skok o tyczce              | Anna Rogowska SKLA Sopot                                                      | 4,33         | Anna Wielgus AZS-AWF Gdańsk                                                               | 3,90       | Agnieszka Wrona Budowlani Kielce                                                        | 3,80       |
| Skok w dal                 | Aldona Wozignój Krokus Leszno                                                 | 6,27 PB      | Joanna Grzesiak AZS-AWF Gdańsk                                                            | 6,09       | Małgorzata Trybańska Warszawianka                                                       | 6,01       |
| Trójskok                   | Aldona Wozignój Krokus Leszno                                                 | 13,31 PB     | Małgorzata Trybańska Warszawianka                                                         | 12,87      | Alicja Jaros AZS-AWF Kraków                                                             | 12,21      |
| Pchnięcie kulą             | Magdalena Dzierzęcka MMKS Iława                                               | 15,31 PB     | Wioletta Potępa Skra Warszawa                                                             | 14,88      | Agnieszka Maciąg AZS-AWF Warszawa                                                       | 14,31      |
| Rzut dyskiem               | Wioletta Potępa Skra Warszawa                                                 | 55,51        | Daria Urbaniak SKLA Sopot                                                                 | 47,45      | Katarzyna Pawelec Lubusz Słubice                                                        | 46,16      |
| Rzut młotem                | Kamila Skolimowska Warszawianka                                               | 65,86        | Małgorzata Zadura AZS Lublin                                                              | 55,92      | Anna Koźlakowska AZS-AWF Gdańsk                                                         | 53,39      |
| Rzut oszczepem             | Magdalena Czenska AZS-AWF Warszawa                                            | 51,28 PB     | Sylwia Śliwińska Sztorm Kołobrzeg                                                         | 47,65      | Karolina Kaczmarek AZS-AWF Poznań                                                       | 46,10      |
| Siedmiobój                 | Magdalena Szczepańska AZS-AWF Wrocław                                         | 6051 pkt. PB | Ewa Nowakowska AZS-AWF Wrocław                                                            | 5268 pkt.  | Beata Łukaszewska Błękitni Osowa Sień                                                   | 5268 pkt.  |

## Bieg na 3000 m z przeszkodami kobiet
Mistrzostwa Polski w biegu na 3000 metrów z przeszkodami kobiet zostały rozegrane 7 września w Częstochowie.
| Konkurencja:                  | 1. miejsce                          | Rezultat | 2. miejsce                 | Rezultat | 3. miejsce                    | Rezultat |
| Bieg na 3000 m z przeszkodami | Patrycja Włodarczyk AZS-AWF Wrocław | 9:59,92  | Edyta Lewandowska RKS Łódź | 10:06,70 | Julia Budniak AZS-AWF Wrocław | 10:17,02 |